# Slanický ostrov
Slanický ostrov, nazývaný také Ostrov umenia, je ostrov (3,5 ha) obklopený vodami vodní nádrže Orava od roku 1953. Je to pozůstatek zaplavené obce Slanica se zachovaným kostelem Povýšení sv. Kříže. Kostel byl vystavěn v letech 1766 až 1769 jako barokní kaple a v roce 1843 byl klasicistně přestavěn na kostel se dvěma věžemi a přistavěnou tzv. zámečnickou kaplí. V současnosti se v interiéru kostela nachází galerie lidového umění, kde jsou nainstalovány expozice ze sbírek Oravské galerie v Dolném Kubíně "Tradiční lidová plastika a malba". Na ostrově se zároveň nachází torzo původního dnes už symbolického hřbitova a lapidárium "Oravské kamenické tvorby 18. a 19. století". V bývalé hrobce je nainstalována expozice "Historie zatopených obcí a budování Oravské přehrady". Ostrov byl od roku 1973 přírodní památkou, v roce 2004 zrušenou a začleněnou do CHKO Horná Orava. Je pokryt parkovou vegetací kolem barokně-klasicistního kostela. V letní sezóně je dostupný lodí provozovanou z přístavu na Slanické Osadě, místní části Námestova nebo z Prístavu (osada Trstené).

## Kulturní památky na ostrově

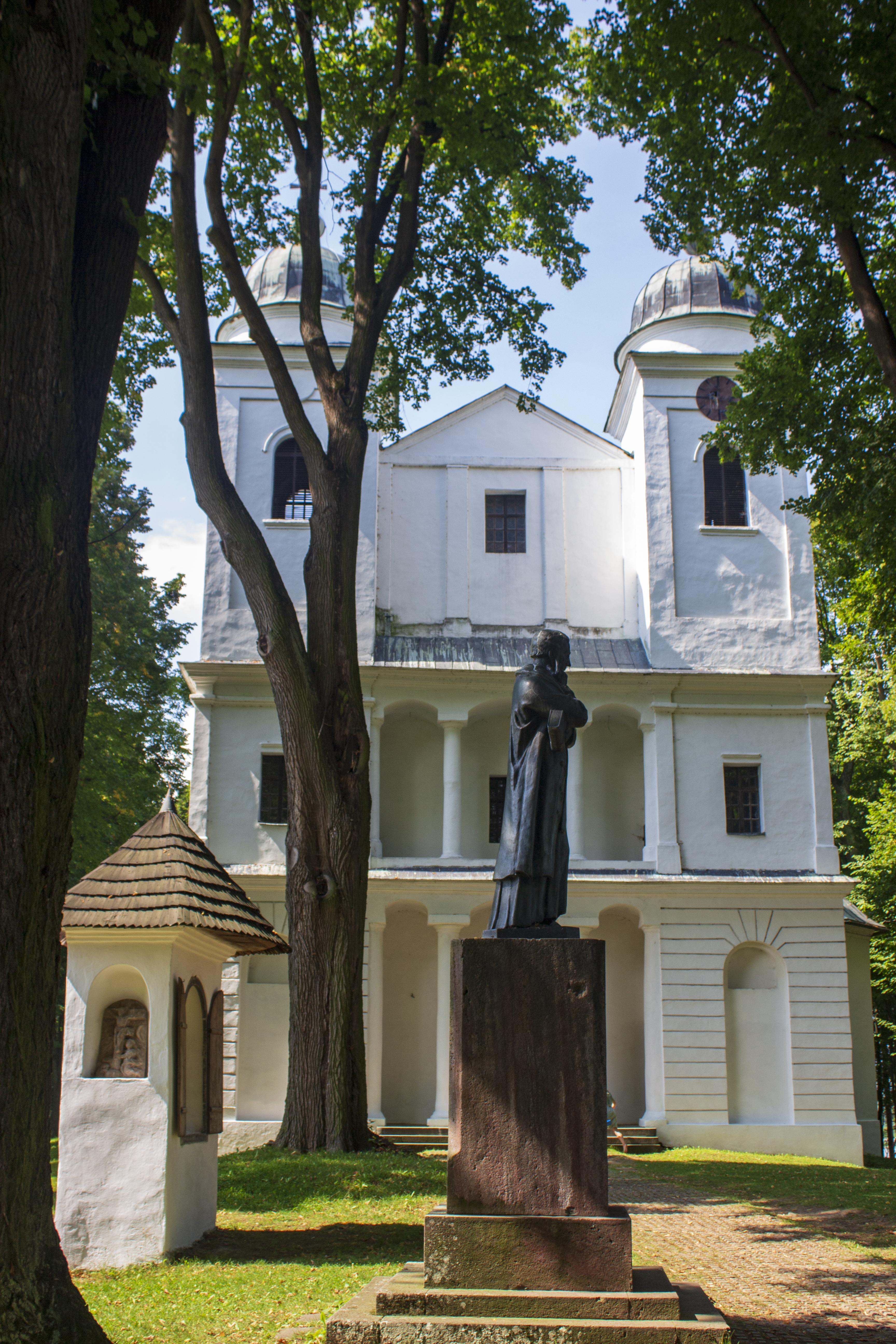
Kostel se sochou Antona Bernoláka

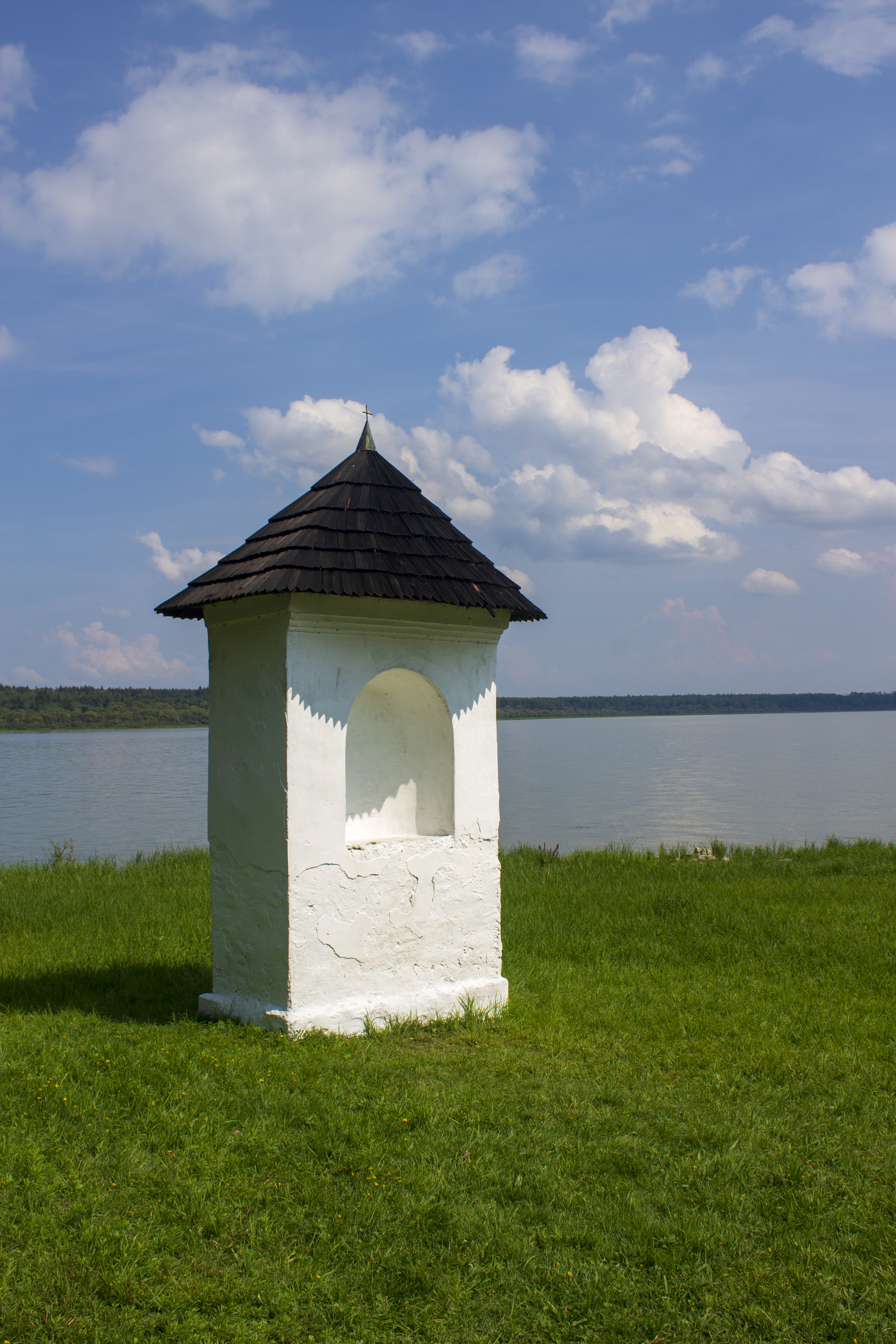
Pozůstatek kalvárie

Kostel Povýšení svatého Kříže - postavený v roce 1766 - 1769 jako kaple, v roce 1843 rozšířen v lodi a byla přistavěna zámečnická kaple.
Pomník Antona Bernoláka - před kostel byl přemístěn pomník prvního kodifikátora spisovné slovenštiny Antona Bernoláka, rodáka ze Slanice (3. října 1763 Slanica - 15. ledna 1813 Nové Zámky), který původně stál v zatopené obci Slanica. Autorem bronzové sochy z 2. poloviny 30. let 20. století je český sochař František Machala.

## Expozice na ostrově

### Slovenská tradiční lidová plastika a malba
V přírodní scenérii s barokně-klasicistickým kostelem, komplexem kalvárie a parkovou úpravou je od roku 1971 umístěna Stálá expozice tradiční lidové polychromované plastiky a podmalby na skle ze sbírek Oravské galerie v Dolném Kubíně. Má celoslovenský charakter a stala se pozoruhodností celonárodního významu.
Tradiční lidové výtvarné umění jako typický projev národní kultury, představuje významnou součást sbírek Oravské galerie. Dřevěné sošky se na svých původních místech zachovaly pouze v omezeném počtu, což je dáno vlastnostmi dřeva, které vystavené vnějším podmínkám se ničí rychleji než kámen. Z dosud existujících dokumentů je možné zjistit, že na severním Slovensku byla tři centra dřevořezby a to na Oravě, Spiši a v okolí Prešova. Oravské sošky patří tématem ke kultu Panny Marie. Jejich původ je třeba hledat v polském Haliči, který byl až do první světové války součástí Rakousko-Uherska. Tvůrci těchto sošek a mariánských plastik, které představují především Krista na kříži, Pannu Marii, sv. Annu, sv. Jana Nepomuckého, sv. Floriána a Vendelína byli lidoví umělci samouci, kteří vyřezávali své malá díla v duchu místních řezbářských tradic, vedení svou vlastní představivostí a zručností. V roce 1976 zde proběhl zahajovací koncert prvního ročníku Oravského hudebního léta.

### Historie zatopených obcí a budování Oravské přehrady
Vody Oravské přehrady obklopily v roce 1953 bývalou dominantu obce Slanica - vyvýšeninu s kostelem a kalvárií - a vytvořily uprostřed přehrady ostrov v nadmořské výšce 609 m. V létě 1972 byla otevřena v bývalé hrobce expozice představující dokumenty budování Oravské přehrady a historie zatopených vesnic. Některé osady a obce byly roku 1953 zatopené vodami Oravské přehrady a tak přestaly existovat. Patří mezi ně: Hámry (Oravské Hámre), Lavkovo (osada Dolného Štefanova), Osada, Slanica.

### Oravská kamenická tvorba
V lapidáriu v exteriéru kostela je od roku 1973 situovaná expozice oravské kamenické tvorby.
Sochy a reliéfy světců vytvořené z kamene se zachovaly dodnes na původních místech. Najdeme je v malých kaplích a na sloupech podél silnic, na kalváriích, hřbitovech a ve vesnických kostelích. Věřící tyto sochy "aktualizovali" v moderním duchu, malovali jejich živými barvami a při svátečních příležitostech jejich zdobili korunami a papírovými květinami. Jejich uctívání a zobrazování sledovalo cíl ochrany vlastního zdraví, obydlí před požárem a mělo zajistit i hojnost úrody a plodnost. Tyto reliéfy a sochy pocházely z dílen místních kameníků, o kterých se zachovaly zprávy v listinách z 18. a 19. století na západním Slovensku, v okolí Piešťan a na severním Slovensku v regionu Orava.